# Cửa khẩu Bắc Phong Sinh
Cửa khẩu Bắc Phong Sinh là cửa khẩu tại vùng đất thôn Bảo Lâm xã Quảng Đức huyện Hải Hà tỉnh Quảng Ninh, Việt Nam .
Cửa khẩu Bắc Phong Sinh là điểm cuối Quốc lộ 18B, nối tiếp qua cầu trên sông Ka Long thông thương sang cửa khẩu Lý Hỏa (里火口岸) ở tỉnh Quảng Tây, Trung Quốc .
Quốc lộ 18B bắt đầu từ ngã ba Quảng Thành 21°30′37″B 107°45′00″Đ / 21,510262°B 107,749975°Đ trên quốc lộ 18A ở vùng đất xã Quảng Thành. Đường đi hướng bắc, qua đèo Tài Phật đến cửa khẩu.
Sông Ka Long là biên giới tự nhiên ở huyện Hải Hà và thành phố Móng Cái với Trung Quốc .

## Hoạt động
Đến năm 2016 cửa khẩu Bắc Phong Sinh chưa được công nhận là cửa khẩu chinh, nên đã ảnh hưởng đến hoạt động trao đổi hàng hóa đang tấp nập. Nó dẫn đến cuộc vận động nâng cấp cửa khẩu .
Trước đây cửa khẩu Bắc Phong Sinh là một trong những "điểm nóng' mà đối tượng buôn lậu thường hoành hành . Điển hình là vụ án điều tra làm rõ tổ chức, cá nhân có hành vi tiếp tay, bảo kê trong vụ án vận chuyển trái phép hàng hóa qua biên giới, buôn lậu, gian lận thương mại , và được xác định là một số cán bộ hải quan tiếp tay .

## Sự kiện cướp súng ngày 18/04/2014
Ngày 18/04/2014 tại cửa khẩu đã xảy ra vụ nhóm 16 người (sắc tộc Uyghur) quốc tịch Trung Quốc nhập cảnh trái phép bị bắt giữ, đã cướp súng bắn về phía bộ đội biên phòng cửa khẩu. Cuộc đấu súng diễn ra sau đó, làm 2 chiến sĩ biên phòng hy sinh, và 5 trong số người vượt biên đã chết. Đến 16 h cùng ngày, 11 người và 5 thi thể đã được bàn giao cho Công an Trung Quốc .